# I crimini di Jimmy Savile
I crimini di Jimmy Savile (Jimmy Savile: A British Horror Story) è un documentario in due parti del 2022 diretto da Rowan Deacon sulla vita e sui crimini sessuali del disc jockey, conduttore radiofonico e conduttore televisivo britannico Jimmy Savile.

## Trama
Il celebre DJ e presentatore televisivo Jimmy Savile affascina la classe operaia e quella dirigente, ha un'enorme popolarità in Gran Bretagna, svolge molto volontariato e si prodiga in maratone di beneficenza ma la sua immagine anticonformista cela risvolti sinistri. Le vittime minorenni di abusi sessuali si fanno avanti e i giornalisti indagano sul potente e protetto personaggio pubblico, che smentisce ogni accusa mentre le voci dilagano online. Dopo la sua morte avvenuta nel 2011, molte presunte vittime di abusi si fanno avanti e le denunce arrivano ad oltre 400; quando le prove dei suoi crimini risultano sempre più evidenti, la sua memoria è screditata per sempre.

## Distribuzione
La mini docuserie è stata diffusa su Netflix a partire dal 6 aprile 2022.

## Episodi
| #  | Data          | Titolo  | Regista      |
| -- | ------------- | ------- | ------------ |
| 1° | 6 aprile 2022 | Parte 1 | Rowan Deacon |
| 2° | 6 aprile 2022 | Parte 2 | Rowan Deacon |